# Rayan Hawsawi
Rayan Mazen Bakr Hawsawi (ar. ريان بن مازن بن بكر هوساوي;ur. 31 grudnia 2001) – saudyjski zapaśnik walczący w obu stylach.
Zajął dziesiąte miejsce na mistrzostwach Azji w 2024. Brązowy medalista mistrzostw arabskich w 2022 i 2023. Ósmy na igrzyskach solidarności islamskiej w 2021. Drugi na Światowych Igrzyskach Sportów Walki w 2023 roku.